# Integração funcional
Em física matemática, integração funcional é uma integração de funcionais sobre espaços funcionais. Muito importante na análise funcional, a integral funcional pode ser representada como:
{\displaystyle \int {\mathcal {D}}\phi A[\phi ]}.
A integral funcional, contudo, não sempre está rigorosamente bem definida. Na maioria das vezes, apenas há sentido em calcular razões entre as integrais. Outra questão é que apenas se sabe calcular um tipo de integral funcional: a integral gaussiana.